# ساندرو سالفادوري
ساندرو سالفادوري (Sandro Salvadore) ، (ميلانو، 29 نوفمبر 1939 - أستي، 4 يناير 2007) ، لاعب كرة قدم إيطالي سابق.
لعب مع منتخب إيطاليا لكرة القدم.

## مسيرته الكروية
لعب ساندرو سالفادوري خلال مسيرته الاحترافية مع ناديين في ستة عشر موسمًا وسجل خلالها 17 هدفًا ضمن 403 مباراة. حيث فاز في موسم واحد بالكأس وفي خمسة مواسم بالدوري.
خاض ساندرو سالفادوري مسيرته مع نادي إيه سي ميلان في موسم 1958–59 ليلعب معه أربعة مواسم، مشاركًا في 76 مباراة سجل خلالها هدفين. ثم انتقل إلى نادي يوفنتوس في موسم 1962–63 ليلعب معه اثنا عشر موسمًا، حيث شارك في 327 مباراة سجل خلالها 15 هدفًا.

## روابط خارجية
- ساندرو سالفادوري على موقع الاتحاد الدولي (مؤرشف)  (الإنجليزية)
- ساندرو سالفادوري على موقع الاتحاد الأوربي (الإنجليزية)
- ساندرو سالفادوري على موقع قاعدة بيانات كرة القدم.إي يو (الإنجليزية)
- ساندرو سالفادوري على موقع ناشيونال فوتبول تيمز (الإنجليزية)
- ساندرو سالفادوري على موقع عالم كرة القدم.نت (الإنجليزية)
- ساندرو سالفادوري على موقع أوليمبيديا (الإنجليزية)